# Dmitrij Vasil'evič Daškov
Dmitrij Vasil'evič Daškov (in russo Дмитрий Васильевич Дашков?; Mosca, 7 gennaio 1789 – San Pietroburgo, 8 dicembre 1839) è stato un politico russo.

## Biografia
Era il figlio del maresciallo della nobiltà Vasilij Andreevič Daškov (1749-1802). Nonostante la piccola ricchezza dei suoi genitori, Dmitrij ricevette un'ottima istruzione privata.
Nell'ottobre 1801 entrò come cadetto nella sezione nell'archivio del Ministero degli affari esteri. Nel 1810, quando Ivan Ivanovič Dmitriev venne nominato ministro della Giustizia, Dmitrij entrò nel Ministero della giustizia.
Il 14 luglio 1818, con la carica di consigliere di stato, è stato nominato secondo consigliere presso l'ambasciata russa a Costantinopoli sotto il conte Giovanni Capodistria. Con l'ascesa al trono di Nicola I, iniziò l'ascesa di Dmitrij grazie a Bludov. Alla fine del 1826 venne promosso a segretario di Stato e Vice Ministro degli Affari Interni. Nel 1828 venne nominato nel seguito di Nicola I. Al suo ritorno, il 26 marzo 1829, venne nominato Vice Ministro della Giustizia ed insignito del titolo di consigliere segreto. Il 2 febbraio 1832 era destinato a occupare il posto di ministro della Giustizia, mantenendo il titolo di Segretario di Stato. Il 14 febbraio 1839 fu promosso al rango di consigliere divenne un membro del Consiglio di Stato.
Nel 1838, su suggerimento di Šiškov, venne eletto membro dell'Accademia Russa.
Morì l'8 dicembre 1839 a San Pietroburgo.

## Vita privata
Sposò Elizaveta Vasil'evna Paškova, figlia di Vasilij Aleksandrovič Paškov. Ebbero quattro figli:
- Anna Dmitrievna (1831-1858), sposò il conte Adam Adamovič Rževuskij;
- Vasilij Dmitrievič (1832-1838);
- Dmitrij Dmitrievič (1833-1901);
- Andrej Dmitrievič (1834-1904).